# Hundborg Herred
Hundborg Herred var et herred i det tidligere Thisted Amt, fra kommunalreformen 1970 Viborg Amt . Efter nedlæggelse af amterne: Region Nordjylland
Hundborg Herred hørte i middelalderen til Thysyssel senere kom det under Ørum Len, og fra 1660 kom det meste under Ørum Amt, der i 1661 blev slået sammen med Vestervig Amt, og i 1664 også sammen med Dueholm Amt (Mors). I 1793 sammenlagdes de med Vester Han Herred til Thisted Amt
Flg. sogne ligger i Hundborg Herred og alle kom efter Kommunalreformen i 1970) under Thisted Kommune
- Hundborg Sogn
- Jannerup Sogn
- Kallerup Sogn
- Nørhå Sogn
- Sjørring Sogn
- Skinnerup Sogn
- Skjoldborg Sogn
- Thisted Sogn
- Thisted Købstad Sogn
- Thisted Landsogn Sogn
- Tilsted Sogn
- Torsted Sogn
- Vang Sogn
- Vorupør Sogn (indtil 1980 en del af Hundborg Sogn)

Valgmenighed
- Hundborg Valgmenighed